# 鈴木清順問題共闘会議
鈴木清順問題共闘会議（すずきせいじゅんもんだいきょうとうかいぎ）とは、日本の団体。1968年、映画会社・日活が同社と専属契約していた映画監督・鈴木清順を一方的に解雇し、民間の自主上映団体シネクラブ研究会のフィルム貸し出し要求に対しては拒絶した事件（鈴木清順解雇・封鎖事件）をきっかけに、映画人が中心となって設立・活動した。主に鈴木清順が日活を提訴した民事裁判の原告支援を目的とした団体である。

## 概要

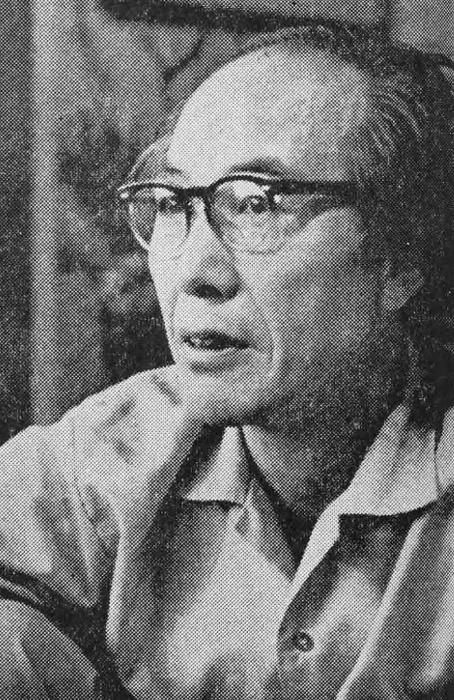
鈴木清順

1968年4月25日、日活が1年間の専属監督契約延長を結んだばかりの鈴木清順を解雇した事件がきっかけである。また、シネクラブ研究会は同年3月から鈴木清順全作品上映会のためのフィルム貸し出し交渉を日活と行っていたが、これも日活側が一方的に中断を通告し、鈴木清順全作品のフィルムを封鎖すると表明した。その背景には、鈴木清順の映画『殺しの烙印』（1967年）の難解さに堀久作日活社長が激怒したことがあり、解雇と封鎖はほとんど堀の独断で進められた（堀は「一本6000万円もかかる映画を、鈴木は全部赤字にする。鈴木にはもう二度と日本で映画を撮らせない。監督をやめてソバ屋にでもなった方が良い」と語ったといわれている）。
これに対して鈴木は日本映画監督協会と日活撮影所監督会に事態の収拾を依頼し、自らも内容証明郵便で解雇の撤回を日活に求めたが、いずれ物別れに終わったため、同年6月7日に告訴に踏み切った。一方、封鎖・貸し出し拒否を通告しておきながら、日活が系列の二番館で『肉体の門』（1964年）を上映、さらに6月29日には「話題の監督鈴木清順作品集」と銘打った『野獣の青春』（1963年）、『関東無宿』（1963年）、『刺青一代』（1965年）の日活主催による3本立て興行を新宿国際劇場で開催することが判明したため、これに怒ったシネクラブ研究会主宰のデモ行進が6月15日に東京・銀座で行われた。このデモは当初は、関係者の映画人を中心にした小規模なものだったが、途中で有名映画監督や俳優が参加するデモ行進に興味を持った学生運動の団体が紛れ込んで大がかりなものとなり、マスコミでも報道されて話題となった。このデモ行進をもとにして7月13日、鈴木清順問題共闘会議が結成されて（議長＝佐々木守、松田政男、小林春士）、裁判支援を開始した。
共闘会議には、藤田繁矢（後の藤田敏八）、大和屋竺、曽根中生、二谷英明など鈴木清順ゆかりの映画人の他、大島渚、篠田正浩、渡辺文雄、足立正生、田村孟、若松孝二など政治的関心の強い映画人たちが集結し、日本映画監督協会関連で当時会長だった五所平之助や内田吐夢らの巨匠も支援を表明した。裁判が始まると、更に原告側証人として西河克己、斎藤武市、野村芳太郎、佐藤忠男、佐藤重臣、河原畑寧、福岡翼など多くの映画人・映画評論家がこの事件と共闘会議に関わることとなり、事件は日本映画界を揺るがす一大騒動と化した。
また、この騒動の当事者にシネクラブ研究会がいたことから、共闘会議と裁判は、映画における観客の立場とその意味について大きな問題提起を投げかけ、1970年代以降各所に設立されたシネクラブや自主上映活動、さらにはその後の映画評論のあり方に大きく貢献することとなった。
裁判は証人調べだけで2年半を要し、長期化の様相を呈したが、その間に被告の日活が経営合理化に失敗したことから製作中止に追い込まれるなど弱体化したために、原告側も和解に応じなければ裁判が成立しなくなるという危機感を抱くようになり、1971年12月24日、日活側が鈴木に和解金100万円を支払い陳謝することで和解が成立、同時に共闘会議も解散した。なお、訴訟外事項として『けんかえれじい』（1966年）と『殺しの烙印』が東京国立近代美術館フィルムセンターに寄贈されることが和解事項に盛り込まれ、映画作品が映画会社のみの所有物ではなく、公共の財産であることが認識された点でも画期的なものとなった。
しかし、共闘会議が設立され、裁判やデモ行進まで引き起こした鈴木清順を、映画会社各社は恐れて使わなくなり、また鈴木自身も独立プロダクションを立ち上げる意思がなかったことから、結果的には堀が望んだように、鈴木は以後、1977年の『悲愁物語』でカムバックするまでの10年間、文字通り「日本で映画を撮れなく」なり、テレビドラマやCMの仕事を散発的にこなすだけの失業状態に追いつめられた。